# Liste der Bodendenkmale in Natendorf
In der Liste der Bodendenkmale in Natendorf sind alle Bodendenkmale der niedersächsischen Gemeinde Natendorf aufgelistet. Die Quelle ist der Denkmalatlas Niedersachsen. Der Stand der Liste ist der 2. September 2024.

## Allgemein
In den Spalten finden sich folgende Informationen des Bodendenkmales :
- Lage        : geographische Koordinaten
- Bezeichnung : Bezeichnung lt. Denkmalatlas
- Beschreibung: Beschreibung lt. Denkmalatlas
- ID          : Objekt-ID
- Bild        : Bild, ggf. zusätzlich mit Link zu weiteren Fotos im Medienarchiv Wikimedia Commons.

## Hohenbünstorf
| Lage                        | Bezeichnung                 | Beschreibung                                                         | ID       | Bild |
| --------------------------- | --------------------------- | -------------------------------------------------------------------- | -------- | ---- |
| 53° 2′ 24″ N, 10° 27′ 21″ O | Hohenbünstorf 10, Grabhügel |                                                                      | 32206729 | BW   |
| 53° 2′ 11″ N, 10° 27′ 39″ O | Hohenbünstorf 11, Grabhügel | Kräftig gewölbt, Durchmesser 8 m und Höhe ca. 0,8 m.                 | 32210132 | BW   |
| 53° 2′ 11″ N, 10° 27′ 39″ O | Hohenbünstorf 12, Grabhügel | Rund, 8 m Durchmesser und erhaltene Höhe 0,80 m.                     | 32210498 | BW   |
| 53° 2′ 8″ N, 10° 27′ 45″ O  | Hohenbünstorf 13, Grabhügel | Flach gewölbt, Durchmesser ca. 14 m und Höhe ca. 1,00 m, überpflügt. | 32210499 | BW   |
| 53° 3′ 47″ N, 10° 29′ 9″ O  | Hohenbünstorf 15, Grabhügel | Flach gewölbt, Durchmesser ca. 6 m und Höhe ca. 0,30 m.              | 32210500 | BW   |
| 53° 3′ 50″ N, 10° 29′ 9″ O  | Hohenbünstorf 16, Grabhügel |                                                                      | 32209019 | BW   |
| 53° 1′ 59″ N, 10° 27′ 46″ O | Hohenbünstorf 18, Grabhügel | Flach gewölbt, Durchmesser ca. 15 m und Höhe ca. 1,4 m.              | 32209020 | BW   |
| 53° 2′ 15″ N, 10° 28′ 1″ O  | Hohenbünstorf 20, Grabhügel | Flach gewölbt, Durchmesser ca. 13 m und Höhe ca. 1,4 m.              | 32209021 | BW   |

## Natendorf
| Lage                        | Bezeichnung             | Beschreibung | ID       | Bild |
| --------------------------- | ----------------------- | --- | -------- | ---- |
| 53° 5′ 20″ N, 10° 29′ 6″ O  | Natendorf 2, Grabhügel  | Halber Rundhügel, Durchmesser ca. 12 m und Höhe ca. 1,10 m, zur Hälfte weggepflügt. Auf dem Rest ein Loch.                                                     | 32203706 | BW   |
| 53° 5′ 20″ N, 10° 29′ 8″ O  | Natendorf 3, Grabhügel  | Kräftig gewölbt, Durchmesser ca. 12 m und Höhe ca. 1,40 m. | 32204068 | BW   |
| 53° 5′ 20″ N, 10° 29′ 8″ O  | Natendorf 4, Grabhügel  | Flach gewölbt, Durchmesser ca. 7 m und Höhe ca. 0,80 m. | 32204182 | BW   |
| 53° 5′ 20″ N, 10° 29′ 7″ O  | Natendorf 5, Grabhügel  | Flach gewölbt, Durchmesser ca. 8 m und Höhe ca. 0,60 m. | 32204447 | BW   |
| 53° 5′ 20″ N, 10° 29′ 6″ O  | Natendorf 6, Grabhügel  | Flach gewölbt, Durchmesser ca. 9 m und Höhe ca. 0,30 m. | 32204581 | BW   |
| 53° 5′ 21″ N, 10° 29′ 6″ O  | Natendorf 7, Grabhügel  | | 32204817 | BW   |
| 53° 5′ 22″ N, 10° 29′ 5″ O  | Natendorf 8, Grabhügel  | Kräftig gewölbt, Durchmesser ca. 11 × 20 m und Höhe ca. 1,8 m, zur Hälfte durch Acker zerstört.                                                                | 32204818 | BW   |
| 53° 5′ 23″ N, 10° 29′ 6″ O  | Natendorf 9, Grabhügel  | Kleiner Rest einer flach gewölbten Erhebung, Durchmesser ca. 5 × 7 Meter und Höhe noch 0,50 m.                                                                 | 32204580 | BW   |
| 53° 5′ 22″ N, 10° 29′ 7″ O  | Natendorf 10, Grabhügel | Kräftig gewölbt, Durchmesser ca. 11 m und Höhe ca. 1,20 m. | 32203098 | BW   |
| 53° 5′ 21″ N, 10° 29′ 8″ O  | Natendorf 11, Grabhügel | | 32203363 | BW   |
| 53° 5′ 21″ N, 10° 29′ 8″ O  | Natendorf 12, Grabhügel | Kräftig gewölbt, leicht oval, Durchmesser ca. 10 × 12 m, Höhe ca. 1,50 m.                                                                                      | 32203364 | BW   |
| 53° 5′ 22″ N, 10° 29′ 8″ O  | Natendorf 13, Grabhügel | Flach gewölbt, Durchmesser von ca. 13 m und Höhe ca. 1,2 m. | 32205546 | BW   |
| 53° 5′ 22″ N, 10° 29′ 8″ O  | Natendorf 14, Grabhügel | Kräftig gewölbt, Durchmesser von ca. 13 m und Höhe ca. 1,80 m, vom Weg etwas angeschnitten.                                                                    | 32204819 | BW   |
| 53° 5′ 22″ N, 10° 29′ 9″ O  | Natendorf 15, Grabhügel | | 32205776 | BW   |
| 53° 5′ 22″ N, 10° 29′ 9″ O  | Natendorf 16, Grabhügel | Flach gewölbt, Länge ca. 19 m, Breite ca. 16 m und Höhe ca. 1,30 m.                                                                                            | 32205777 | BW   |
| 53° 5′ 23″ N, 10° 29′ 11″ O | Natendorf 21, Grabhügel | Nur noch als Steg in einem Knick zwischen zwei Ackerflächen erhalten, Maße des Restes eines Grabhügel: Länge ca. 22 m, Breite ca. 8 m und Höhe von ca. 0,70 m. | 32205778 | BW   |
| 53° 5′ 22″ N, 10° 29′ 7″ O  | Natendorf 23, Wegespur  | | 32207750 | BW   |
| 53° 5′ 21″ N, 10° 29′ 6″ O  | Natendorf 24, Wegespur  | | 32208489 | BW   |

## Vinstedt
| Lage                        | Bezeichnung           | Beschreibung | ID       | Bild |
| --------------------------- | --------------------- | --- | -------- | ---- |
| 53° 1′ 40″ N, 10° 27′ 59″ O | Vinstedt 1, Grabhügel | Flach gewölbt, Durchmesser ca. 16 m und verbliebenen Höhe ca. 0,50 m, vom Weg überschnitten und mit flach auslaufenden Rändern. | 32204823 | BW   |
| 53° 2′ 1″ N, 10° 29′ 50″ O  | Vinstedt 3, Grabhügel | Flach gewölbt, Durchmesser ca. 6 m und Höhe ca. 0,20 m.                                                                         | 32208365 | BW   |

## Wessenstedt
| Lage                        | Bezeichnung                      | Beschreibung | ID       | Bild |
| --------------------------- | -------------------------------- | --- | -------- | ---- |
| 53° 2′ 32″ N, 10° 27′ 2″ O  | Wessenstedt 2, Grabhügel         | Flach gewölbt, Durchmesser ca. 14 m und Höhe ca. 1,4 m, Südwestlicher Hügelfuß durch Eingrabung gestört.                                                           | 32206670 | BW   |
| 53° 2′ 31″ N, 10° 27′ 4″ O  | Wessenstedt 3, Grabhügel         | Kräftig gewölbt, Länge ca. 19 m, Breite ca. 16 m und Höhe ca. 2,4 m, Hügelmitte etwas eingedellt, östlicher Rand beschädigt.                                       | 32206671 | BW   |
| 53° 2′ 31″ N, 10° 27′ 6″ O  | Wessenstedt 4, Grabhügel         | Kräftig gewölbt, Durchmesser ca. 13 m und Höhe ca. 1,4 m, Ränder laufen aus. Nordwestlicher Hügelfuß durch Fahrspur angeschnitten.                                 | 32206902 | BW   |
| 53° 2′ 31″ N, 10° 27′ 8″ O  | Wessenstedt 5, Grabhügel         | Kräftig gewölbt, Durchmesser ca. 15 m und Höhe ca. 1,6 m. Ränder deutlich abgesetzt.                                                                               | 32206903 | BW   |
| 53° 2′ 30″ N, 10° 27′ 11″ O | Wessenstedt 6, Grabhügel         | Kräftig gewölbt, Durchmesser ca. 15 m und Höhe ca. 1,4 m. | 32205201 | BW   |
| 53° 2′ 33″ N, 10° 27′ 17″ O | Wessenstedt 7, Grabhügel         | Flach gewölbt, Durchmesser ca. 14 m und Höhe ca. 1,4 m, Oberfläche stark durch Eingrabungen und Tierbaue beschädigt, von Pflanzungsfurchen überzogen.              | 32205511 | BW   |
| 53° 2′ 27″ N, 10° 27′ 18″ O | Wessenstedt 9, Grabhügel         | Kräftig gewölbt, Durchmesser ca.10 × 19 m und Höhe ca. 1,8 m. | 32209402 | BW   |
| 53° 2′ 24″ N, 10° 27′ 15″ O | Wessenstedt 10, Grabhügel        | Kräftig gewölbt, Durchmesser ca. 22 m und Höhe ca. 1,8 m, wird durch Tiergänge und einen Kopfstich gestört, Oberfläche zerwühlt. Ränder laufen aus.                | 32209403 | BW   |
| 53° 2′ 23″ N, 10° 27′ 6″ O  | Wessenstedt 11, Grabhügel        | Flach gewölbt, Durchmesser ca. 16 m und Höhe ca. 0,8 m, Ränder gehen in das Gelände über.                                                                          | 32209404 | BW   |
| 53° 2′ 23″ N, 10° 27′ 3″ O  | Wessenstedt 12, Grabhügel        | Flach gewölbt, Durchmesser ca. 18 m und Höhe ca. 1,2 m, Rand läuft flach aus.                                                                                      | 32209543 | BW   |
| 53° 2′ 29″ N, 10° 26′ 54″ O | Wessenstedt 13, Grabhügel        | Kräftig gewölbt, Durchmesser ca. 19 m und Höhe ca. 2,2 m, durch einen Kopfstich gestört, Rand läuft flach aus. Nordöstlicher Hügelfuß durch Waldweg angeschnitten. | 32209544 | BW   |
| 53° 3′ 6″ N, 10° 25′ 4″ O   | Wessenstedt 15, Grabhügel        | Kräftig gewölbt, Durchmesser ca. 18 m und Höhe ca. 1,6 m, Ränder unregelmäßig flach auslaufend. Östlicher Hügelfuß von Wegespur überzogen.                         | 32209638 | BW   |
| 53° 3′ 5″ N, 10° 25′ 6″ O   | Wessenstedt 16, Grabhügel        | Markanter Rundhügel, Durchmesser ca. 13 m und Höhe ca. 2,2 m, durch Sandentnahme stark beschädigt.                                                                 | 32209669 | BW   |
| 53° 3′ 11″ N, 10° 26′ 22″ O | Wessenstedt 54, Umwallung/Gehege | | 32208995 | BW   |
| 53° 3′ 13″ N, 10° 26′ 32″ O | Wessenstedt 54, Umwallung/Gehege | | 38208821 | BW   |